# JASP
JASP (Jeffreys’s Amazing Statistics Program) é um programa gratuito e software livre para análise estatística apoiado pela Universidade de Amsterdã. É desenhado para ser fácil de usar, e familiar a usuários do SPSS. Oferece procedimentos padrão tanto de análise clássica quanto bayesiana. O JASP geralmente produz tabelas de resultado e plots de estilo APA para facilitar publicações. Promove a ciência aberta por meio da integração com o Center for Open Science e reprodutibilidade por meio da integração de configurações de análise nos resultados. O desenvolvimento do JASP é financeiramente possibilitado por diversas universidades e fundos de pesquisa. Enquanto a interface gráfica do JASP é desenvolvida em C++ com uso do framework Qt, alguns de sua equipe se retiraram para a criação de um programa derivado notável, Jamovi, o qual tem interface, por sua vez, desenvolvida em JavaScript e HTML5.

## Análises
O JASP oferece a possibilidade de inferências frequectistas e bayesianas com os mesmos modelos estatísticos. Inferências frequencistas utilizam valores {\displaystyle p} e intervalos de confiança para controlar taxas de erro no limite de infinitas replicações perfeitas. A inferência bayesiana utiliza intervalos de credibilidade e fatores de Bayes para estimar valores críveis de parâmetro e modelar evidências a partir dos dados disponíveis e conhecimento precedente determinados.